# Metalogalicas

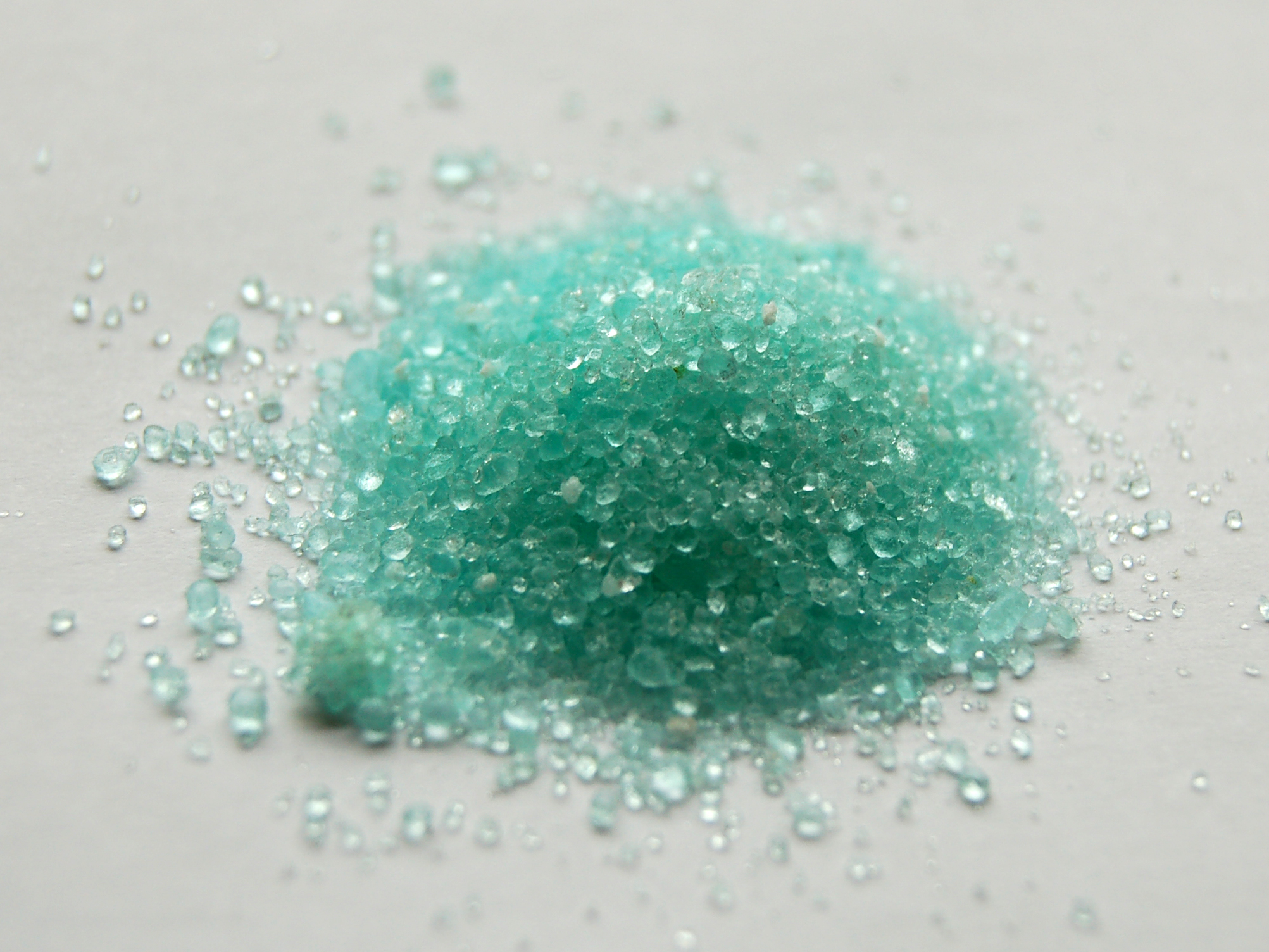
Sulfato de Ferro, utilizado na composição das tintas ferrogálicas

Tintas Metalogálicas (ou Ferrogálicas) são um pigmento roxo-preto ou castanho-preto, feito a partir de sais de ferro e de ácidos tânicos de origem vegetal. Foi a tinta padrão da escrita na Europa, dos século V ao século XIX, e permaneceu em uso até meados do século XX.

## Química
Pela mistura de tanino com sulfato de ferro, forma-se um complexo de tanato ferroso solúvel em água. Devido à sua solubilidade, a tinta é capaz de penetrar na superfície do papel, dificultando a sua eliminação. Quando exposto ao oxigênio, um pigmento chamado tanato férrico é formado. Este complexo não é solúvel em água, contribuindo para a sua permanência como tinta de escrita.
O escurecimento gradual da tinta é devido à oxidação de íons ferrosos (Fe2+) para férricos (Fe3+) por ação do oxigênio ambiente. Por esse motivo, a tinta líquida deve ser armazenada em uma garrafa bem tampada e, muitas vezes, inutilizada após um determinado período. Os íons férricos reagem com o ácido tânico ou com algum composto derivado (ácido gálico ou possivelmente pirogalol) para formar um composto organometálico polimérico.